# Artur Barrio
Artur Alipio Barrio de Sousa Lopes (Oporto, 1945) es un artista plástico brasileño de origen portugués que comenzó a dedicarse a la pintura en 1965, en Río de Janeiro. Dos años más tarde, ingresó en la Escuela Nacional de Bellas Artes de la Universidad Federal de Río de Janeiro.
En 1969, creó sus Situaciones¸ obras hechas con basura, materiales orgánicos y objetos fuera de lo convencional. En el mismo año, lanzó Manifiesto, una protesta "contra las categorías de arte" y la situación política y social del tercer mundo. Barrio también hizo instalaciones al aire libre, tales como Blooshluss (1972), y esculturas con objetos cotidianos. En Portugal en 1974 realizó "situaciones" como 4 Movimientos y 4 Piedras y la escultura de Metal/Sebo/Frío/Calor. En el mismo año, expuso sus dibujos en Río de Janeiro, São Paulo e Islandia. Al año siguiente, se trasladó a París. El Centro Georges Pompidou adquirió sus cuadernos y libros como el Libro de la carne. Durante este período, llevó a cabo performances, arte postal, esculturas, libros y cuadernos de artista.
En 1982, expuso el conjunto de pinturas y dibujos titulado Serie Africana, en la que retomó el color y la pintura. Tres años después, participó en la 17 edición de la Bienal Internacional de São Paulo. Expuso Experiencia nº 1 en la Galería del Centro Empresarial de Río de Janeiro, en 1987. Con este trabajo, comenzó una serie de instalaciones en las que opera directamente sobre las paredes de la galería.
En mayo de 2011 obtuvo el Premio Velázquez de Artes Plásticas otorgado por el Ministerio de Cultura de España por:

La construcción de una poética radical, que produce una relación y un eco con la situaciones políticas y sociales. Por la universalidad de su lenguaje, desarrollado a través de unos materiales no convencionales, crudos, perecederos y degradables. Por la radicalidad del uso que hace de los mismos, dentro y fuera de la institución del museo. Su trabajo, desarrollado a través de acciones, performances, instalaciones, video, explora lo efímero y transitorio, interesándose por los efectos simbólicos y la aparición de una belleza inesperada.